# Massimo Codol
Massimo Codol (Lecco, Llombardia, 27 de febrer de 1973) és un ciclista italià, que fou professional entre 1998 i 2012. Actualment és director esportiu.

## Palmarès
- 1997
  - 1r al Gran Premi Capodarco
  - 1r a la Cronoscalata Gardone Val Trompia-Prati di Caregno
  - 1r al Giro del Ticino
- 2000
  - 1r a la Japan Cup
  - Vencedor d'una etapa a la Volta al País Basc

### Resultats al Giro d'Itàlia
- 1998: 32è de la classificació general
- 1999: Abandona (21à etapa)
- 2000: 47è de la classificació general
- 2001: 37è de la classificació general
- 2002: No surt (14à etapa)
- 2003: 15è de la classificació general
- 2004: 69è de la classificació general
- 2005: 119è de la classificació general
- 2007: 23eè de la classificació general
- 2009: Abandona (16à etapa)
- 2010: 43è de la classificació general
- 2011: 32è de la classificació general

### Resultats a la Volta a Espanya
- 1999: 22è de la classificació general
- 2000: 40è de la classificació general
- 2001: 53è de la classificació general
- 2002: 48è de la classificació general